# Кх'єнце Норбу
Кх'єнце Норбу, повне ім'я Дзонгсар Джам'янг Кх'єнце Норбу Рінпоче (нар. 2 січня 1961, англ. Khyentse Norbu) — бутанський буддійський лама, тулку лінії Кх'єнце, художник, письменник, сценарист і режисер.
Він є автором сценарію і режисером двох фільмів — «Кубок» (1999) та «Маги і мандрівники» (2003), а також автором книг «Чому ви не буддист» (2007) і "Не щастя заради. Керівництво із так званих попередніх практик тибетського буддизму "( Not for Happiness: A Guide to the So-Called Preliminary Practices , 2012). Крім того, Рінпоче — відомий тулку і настоятель монастиря Дзонгсар.

## Біографія

### Дитинство
Дзонгсар Джаммянг Кх'єнце Норбу Рінпоче народився в Бутані 2 січня 1961 року. Коли йому було 7 років, Його Святість Сак'я Трідзін визнав його як тулку великого лами другої половини XX століття Джам'янг Кх'єнце Чок'ї Лодро.
До 12 років Рінпоче навчався в королівському монастирі Сіккіму. Оскільки лінія перероджень Кх'єнце відноситься до несектарного руху Ріме, Рінпоче навчався у понад двадцяти п'яти вчителів з усіх основних шкіл тибетського буддизму — Н'їнгма, Сак'я, Каг'ю  і Гелуг. Він отримував вчення і посвячення у багатьох великих лам того часу, в тому числі у Далай-лами XIV, XVI Кармапи і свого діда Дуджома Рінпоче. Його корінним гуру був Ділго Кх'єнце Рінпоче. Рінпоче також здобував освіту в Школі орієнталістики та африканістики в Лондоні.

### Діяльність
Ще в юному віці Рінпоче був відповідальним за публікацію великої кількості рідкісних текстів, які інакше могли б бути повністю втрачені, а в 80-ті роки почав брати участь у відновленні монастиря Дзонгсар в східному Тибеті. Згодом він заснував кілька коледжів і ретрітних центрів в Бутані і Індії, а також в Австралії, Північній Америці і на Далекому Сході.
В 1989 році Рінпоче заснував Намір Сіддхартхи (Siddhartha's Intent), міжнародну асоціацію буддійських некомерційних центрів, більшість з яких складають товариства і благодійні організації, зареєстровані в різних країнах, головна мета якої — збереження буддійського вчення, збільшення усвідомленості і розуміння багатьох його аспектів, не обмежуючись рамками окремих традицій або культур.
В 2001 році заснував Фонд Кх'єнце (Khyentse Foundation). Це некомерційна організація, покликана здійснювати заступництво і керівництво як окремими практикуючими, так і організаціями, що займаються вивченням і практикою буддійського підходу до мудрості та співчуття. Як пріоритети Фонду Кх'єнце Норбу виділив п'ять проектів — фонд пожертвувань на монастирську освіту, фонд стипендій, публікацію літератури, освітні програми та робочі місця для професорів.

## Додаткова інформація
Учениця Рінпоче Леслі Енн Петтен в 2003 році зняла присвячений йому документальний фільм «Слова мого досконалого вчителя», що висвітлює біографію Рінпоче і його відносини з учнями.